# Shane MacGowan
Shane MacGowan (ur. 25 grudnia 1957 w Pembury, zm. 30 listopada 2023 w Dublinie) – irlandzki wokalista i muzyk folkowo-rockowej grupy The Pogues, aktor.

## Biografia
Dzieciństwo spędził w Tipperary i od początku miał kontakt z muzyką, już w wieku trzech lat dając pierwszy domowy koncert. W wieku sześciu lat wraz z rodzicami wyemigrował do Anglii, gdzie uczęszczał do Westminster School. 
W połowie lat 70. stał się częścią powstającej londyńskiej sceny punkowej, był pod wielkim wrażeniem debiutu Sex Pistols, którego koncert zobaczył w czerwcu 1976. Jego pierwszym zespołem stał się The Nipple Erectors, potem o nazwie skróconej do The Nips, który nagrał jedną płytę, Only the End of the Beginning i kilka singli.
W 1982 był jednym z założycieli grupy The Pogues, grającej pełną energii, punkową wersję irlandzkiej muzyki folkowej. Z The Pogues nagrał kilka albumów, jednak w 1991 został z niej wyrzucony z powodu nałogów. W tym czasie założył zespół The Popes, z którym nagrał album The Snake. Do The Pogues wrócił w 2001 i grał do 2014, gdy grupa zawiesiła działalność. Po 2010 występował również z własnym zespołem The Shane Gang, w której skład wchodzili muzycy irlandzkiej grupy In Tua Nua.
W 1987 wraz z Kirsty MacColl nagrał bożonarodzeniową piosenkę, Fairytale of New York, którą napisał wspólnie z Jem Finer. Wydana jako singel The Pogues dotarła do drugiego miejsca brytyjskiej listy przebojów i pozostaje jedną z ulubionych brytyjskich piosenek świątecznych.  
MacGowan przez lata uzależniony był od alkoholu i narkotyków, z którymi pierwszy kontakt miał już w wieku 14 lat. Utracił też wszystkie zęby, a po złamaniu miednicy poruszał się na wózku. Na jego temat powstał w 2020 film dokumentalny, Crock of Gold: A Few Rounds with Shane MacGowan.

## Wyróżnienia i ocena
W styczniu 2018 w Dublinie miał miejsce koncert z okazji 60. urodzin MacGowana. Podczas koncertu wokalista otrzymał nagrodę za całokształt twórczości, którą wręczył irlandzki prezydent, Michael D. Higgins.
W fimie „Great Hunger” z 1997, poświęconym życiu MacGowana, Bono określił go jako największego obecnie irlandzkiego kompozytora.

## Filmografia
- 1987: Z piekła rodem jako Bruno McMahon
- 1987: Eat the Rich jako terrorysta
- 2004: Rozpustnik jako XVII-wieczny bard